# Legge di Godwin

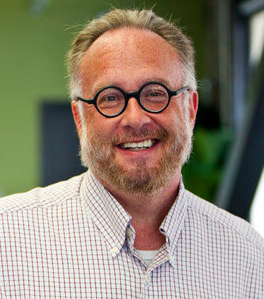
L'avvocato e autore statunitense Mike Godwin ha coniato la sua omonima legge sull'Usenet nel 1990

La legge di Godwin è un adagio di Internet che afferma "A mano a mano che una discussione online si allunga, la probabilità di un paragone riguardante i nazisti o Hitler tende ad 1", ovvero, se una discussione online (a prescindere dall'argomento o dallo scopo) va avanti abbastanza, prima o poi qualcuno paragonerà qualcuno o qualcosa a Hitler.

## Storia
(Mike Godwin)
Descritta dall'avvocato e autore statunitense Mike Godwin nel 1990, inizialmente la legge di Godwin si riferiva alle sole discussioni dei newsgroup Usenet. Successivamente, venne considerata applicabile ad ogni thread di discussione online, come forum, chat e thread di commento, così come discorsi, articoli ed altri tipi di retorica dove si verifica una reductio ad Hitlerum.
Godwin ha dichiarato che ha descritto la legge di Godwin nel 1990 come un esperimento di memetica. Sebbene deliberatamente incorniciata come se fosse una legge naturale o matematica, il suo scopo è sempre stato retorico e pedagogico: "Volevo che la gente che paragonava qualcuno a Hitler con disinvoltura, pensasse di più all'Olocausto", ha scritto Godwin.
Nel 2012 "Godwin's law" è diventata una voce della terza edizione dell'Oxford English Dictionary. Nel dicembre del 2015 Godwin ha commentato il paragone con nazisti e fascisti fatto in diversi articoli sul candidato presidenziale repubblicano Donald Trump, affermando che "Se ci rifletti un po' su, per mostrare un po' di consapevolezza storica, vai avanti nei tuoi riferimenti a Hitler quando parli di Trump. O di qualsiasi altro politico".

## Corollari e uso
Ci sono diversi corollari della legge di Godwin, alcuni considerati più canonici (essendo stati adottati da Godwin stesso) di altri. Per esempio, c'è una tradizione in molti newsgroup ed altri forum di discussioni su Internet: dopo che viene fatto un paragone, il thread è finito e chiunque abbia citato Hitler ha automaticamente perso nonostante il dibattito fosse ancora in corso. Spesso questo principio è a sua volta indicato come la legge di Godwin.
La stessa legge di Godwin tuttavia può essere utilizzata come un diversivo, una censura, o come l'indicazione di una fallacia in una discussione con un avversario, come un'iperbole quando i confronti effettuati con l'argomento sono in realtà appropriati. Critiche analoghe alla "legge" (o "almeno la versione distorta che pretende di vietare tutti i confronti con i crimini nazisti") sono state fatte dall'avvocato, giornalista e scrittore statunitense Glenn Greenwald.